# Lotosblumen
Die Lotosblumen (Nelumbo), auch Lotos oder Lotus genannt, sind die einzige Gattung der Pflanzenfamilie der Lotosgewächse (Nelumbonaceae). Von den nur zwei Arten ist die eine in der Neuen Welt und die andere in Asien sowie im nördlichen Australien beheimatet. Beide Arten und ihre Hybriden werden als Zierpflanzen genutzt und liefern Nahrungsmittel.

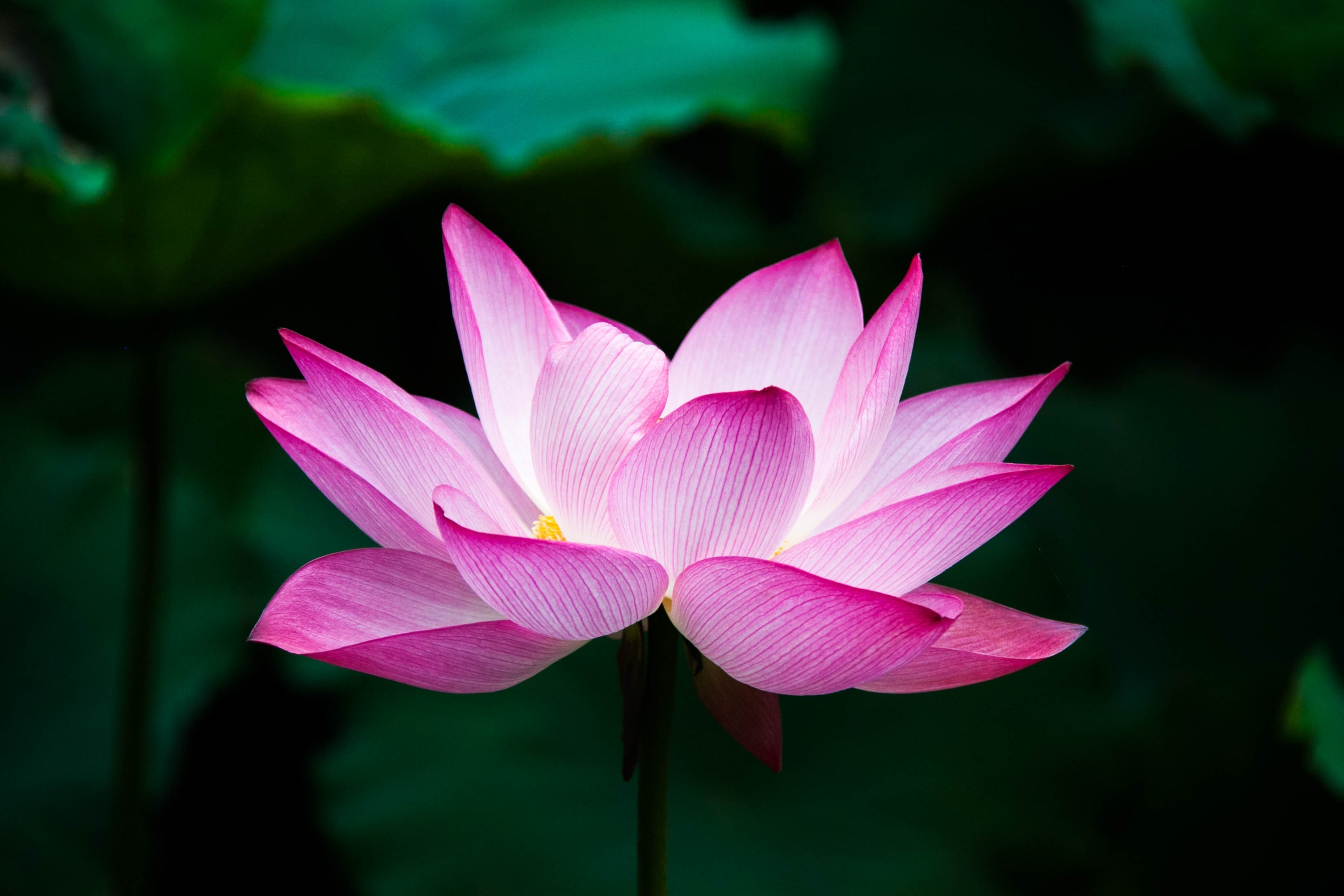
Blüte der Indischen Lotosblume

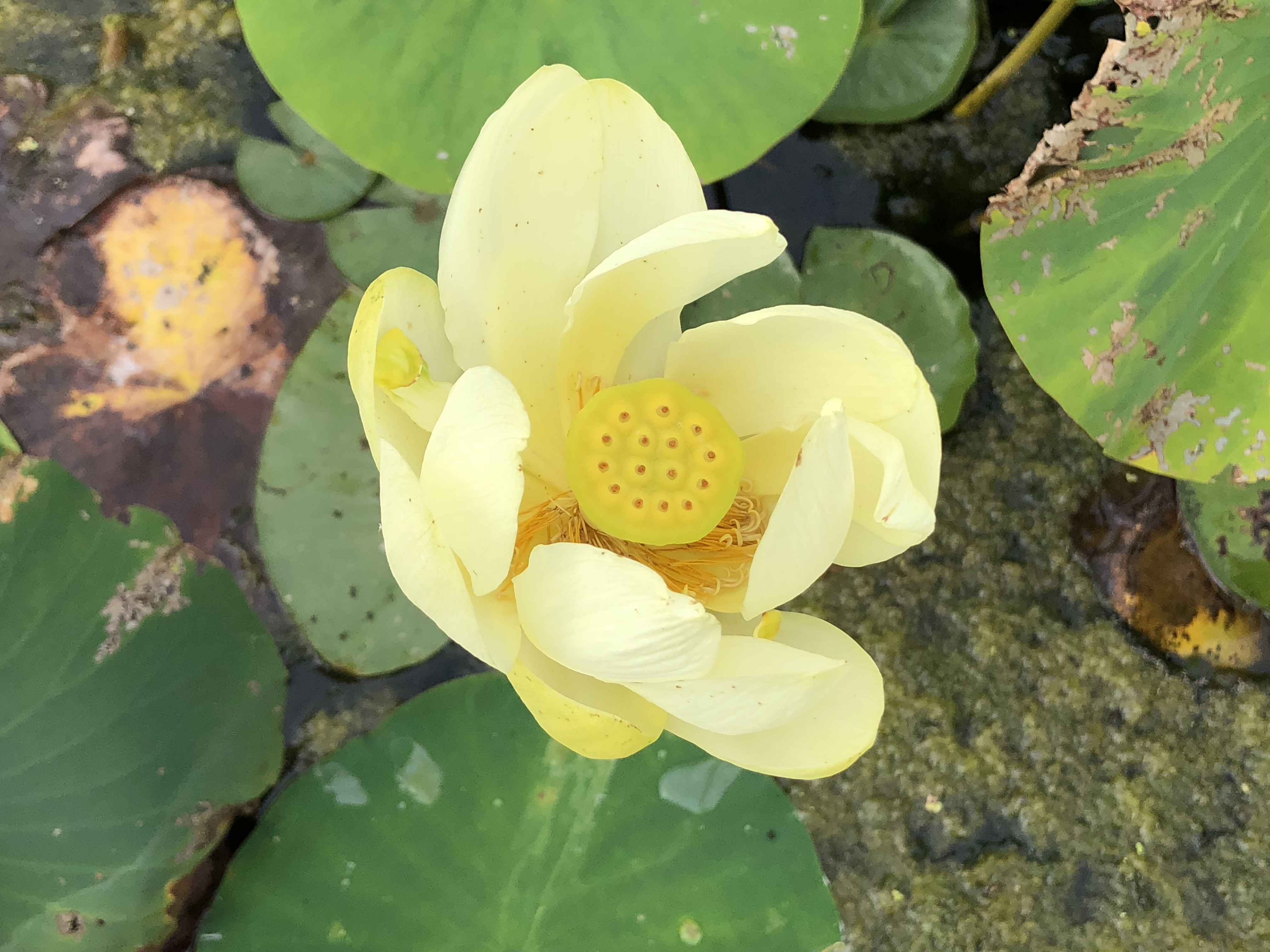
Blüte der Amerikanischen Lotosblume

## Beschreibung
Die zwei Lotos-Arten sind ausdauernde, krautige Wasserpflanzen mit Rhizomen. Die Rhizome sind am Ende knollig verdickt und haben große Hohlräume.
Es werden verschiedenartige Blätter ausgebildet (Heterophyllie). Die Laubblätter sind schildförmig (peltat) mit sehr langem Blattstiel. Die Blattstiele sind direkt am Rhizom angewachsen. Die Blattspreite ist kreisförmig und ganzrandig und hat einen Durchmesser von 25 Zentimeter oder mehr. Nebenblätter sind vorhanden. Die großen Blüten sind zwittrig mit 14 bis 30 weißen bis rosafarbenen oder gelben Blütenhüllblättern. Jede Blüte besitzt 100 bis 200 Staubblätter. Die Früchte sind kugelig, eiförmig oder verkehrt kegelförmig nach unten schmaler werdend. Sie bestehen aus dem größer werdenden Blütenboden, in den die Samen eingesenkt sind.

## Ökologie
Das Besondere an den Blättern des Lotos ist, dass sie flüssigkeitsabweisend sind, sodass beispielsweise Wasser einfach abperlt. Dadurch bleiben die Blätter stets sauber, und es können sich keine Pilze oder andere Organismen auf ihnen ausbreiten, die der Pflanze schaden könnten, siehe (Lotoseffekt).
Die Bestäubung der Blüten erfolgt durch Käfer.

## Systematik
Die Gattung Nelumbo wurde 1763 durch Michel Adanson in Familles des Plantes, 2, S. 76, 582 aufgestellt. Nelumbo ist die einzige Gattung der Familie Nelumbonaceae. Als Erstveröffentlichung der Familie Nelumbonaceae gilt Achille Richard in Bory: Dictionnaire Classique d’Histoire Naturelle, par Messieurs Audouin, Isid. Bourdon, Ad. Brongniart, de Candolle … et Bory de Saint-Vincent, Band 11, 1827, S. 492.
Die Gattung Nelumbo enthält nur zwei Arten:
- Indische Lotosblume (Nelumbo nucifera Gaertn., Syn.: Nelumbo caspica Eichw., Nelumbo komarovii Grossh., Nelumbo nelumbo (L.) Druce, nom. inval., Nelumbo speciosum Willd., Nymphaea nelumbo L.)
- Amerikanische Lotosblume (Nelumbo lutea Willd., Syn.: Nelumbo nucifera subsp. lutea (Willd.) T. Borsch & Barthlott, Nelumbo pentapetala (Walter) Willd., Nymphaea pentapetala Walter).

## Verwechslungsmöglichkeiten

### Griechische Antike
In der altgriechischen Literatur werden mehrere Pflanzen als altgriechisch λωτός lōtós bezeichnet, die aber wahrscheinlich nicht mit den Lotosblumen identisch sind. Zu nennen sind hier eine Rauschdroge, die laut Homers Odyssee die sagenhaften Lotophagen zu sich nehmen, und der unter anderem bei Herodot beschriebene nordafrikanische Lotosbaum.

### Trivialnamen
Der Tigerlotos oder Weiße Ägyptische Lotos ist ebenso wie die Blaue Lotosblume eine Art in der Gattung der Seerosen (Nymphaea) in der Familie der Seerosengewächse und ist mit dem echten Lotos nicht verwandt.

## Symbolik
Seine Fähigkeit, Schmutz von sich zu weisen, ließ den Lotos in weiten Teilen Asiens zum Sinnbild für Reinheit, Treue, Schöpferkraft und Erleuchtung werden. Das Symbol findet sich sowohl im Hinduismus als auch im Buddhismus, wo die Erleuchteten (Buddhas), insbesondere Siddhartha Gautama, regelmäßig auf einer geöffneten Lotosblüte oder einem Lotosthron stehend oder sitzend dargestellt werden.
Besonders vielfältig ist seine Symbolik in China ausgeprägt: Aufgrund ihrer Lautgleichheit werden die Wörter Liebe und harmonische eheliche Verbundenheit mit dem Lotos in Verbindung gebracht; die Lotosblüte ist deshalb auch Sinnbild einer guten Ehe. Speziell die rote Lotosblüte gilt als Symbol für die Vagina. Im Buddhismus zählt der Lotos zu den acht Kostbarkeiten und ist Symbol für den Lauf der Zeiten (mit den Einzelphasen Frucht, Blüte und Stängel) und für die Wirkung der Lehre Buddhas (die Wurzeln sind im Schlamm, auf der Oberfläche erblüht jedoch der Lotos). Im Daoismus ist der Lotos Attribut der daoistischen Unsterblichen He Xiangu.

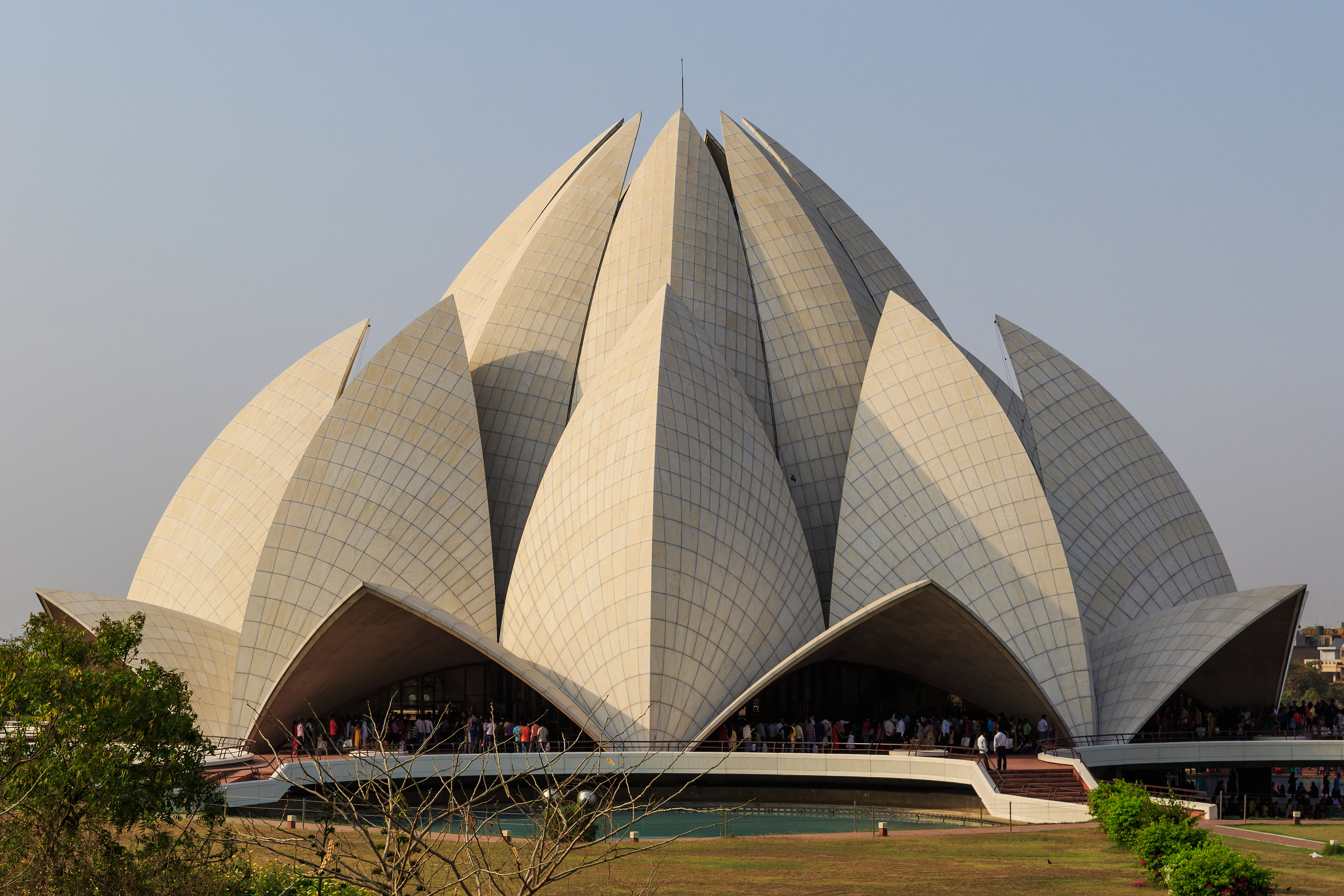
Lotostempel in Neu-Delhi, Indien

Als Anthemion haben Lotosblüten auch eine Bedeutung in der Kunst. Die Kuppeln islamischer Mausoleen und Moscheen der Mogul-Architektur in Indien enden regelmäßig in umgedrehten marmornen Lotosblüten (z. B. Taj Mahal). Als Symbol der Reinheit wurde die Form der Lotosblüte auch von den Bahai aufgegriffen: Der erste Bahai-Tempel in Indien, ein Sakralbau für die Anhänger aller Religionen, ist der Form einer Lotosblüte nachempfunden.

## Nutzung
Die Wurzeln, Früchte, Samen und Stängel beider Arten werden gegessen. Isolierte Vorkommen des Amerikanischen Lotos in Tälern Connecticuts und Delawares könnten auf die Kultivierung durch indigene Stämme zurückzuführen sein.
Die Blätter dienen als Verpackung für Speisen, und Teile der Pflanze finden als Arznei Verwendung. Die Samenkerne des Indischen Lotos werden bei Gebetsketten eingesetzt und die getrocknete Lotosfrucht wird als Kalligraphie-Pinsel benutzt. Die Fasern der Stängel und Blätter können zu Lotusseide versponnen werden.
Wegen ihrer schmutzabweisenden Eigenschaften, dem sogenannten Lotoseffekt, sind die Blätter der Lotosblumen Forschungsobjekt für Oberflächenversiegelungen.

## Sonstiges
Die Universität Tokio hat ein Lotos-Forschungszentrum.

## Bilder

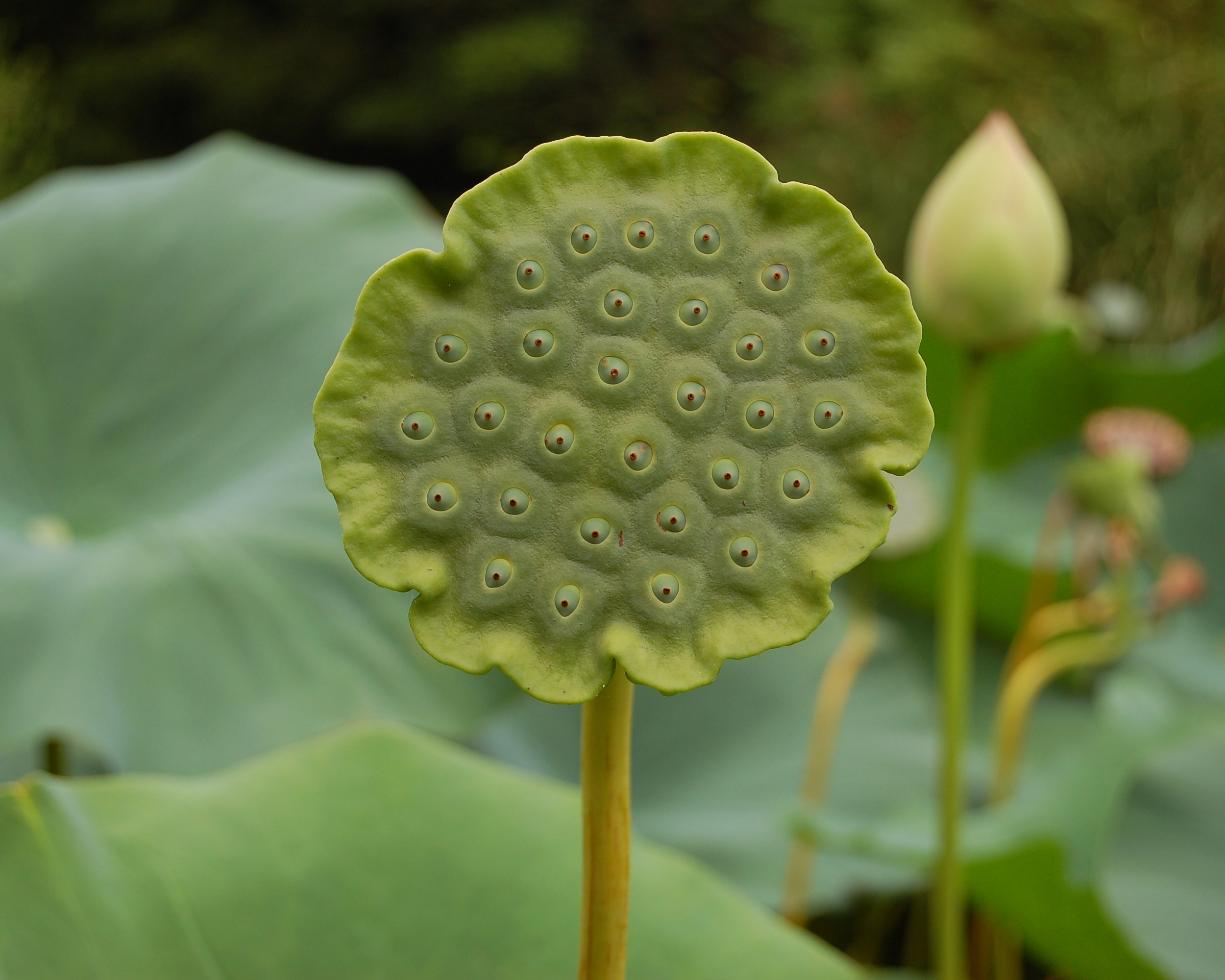
Frucht von Nelumbo nucifera, Nahaufnahme
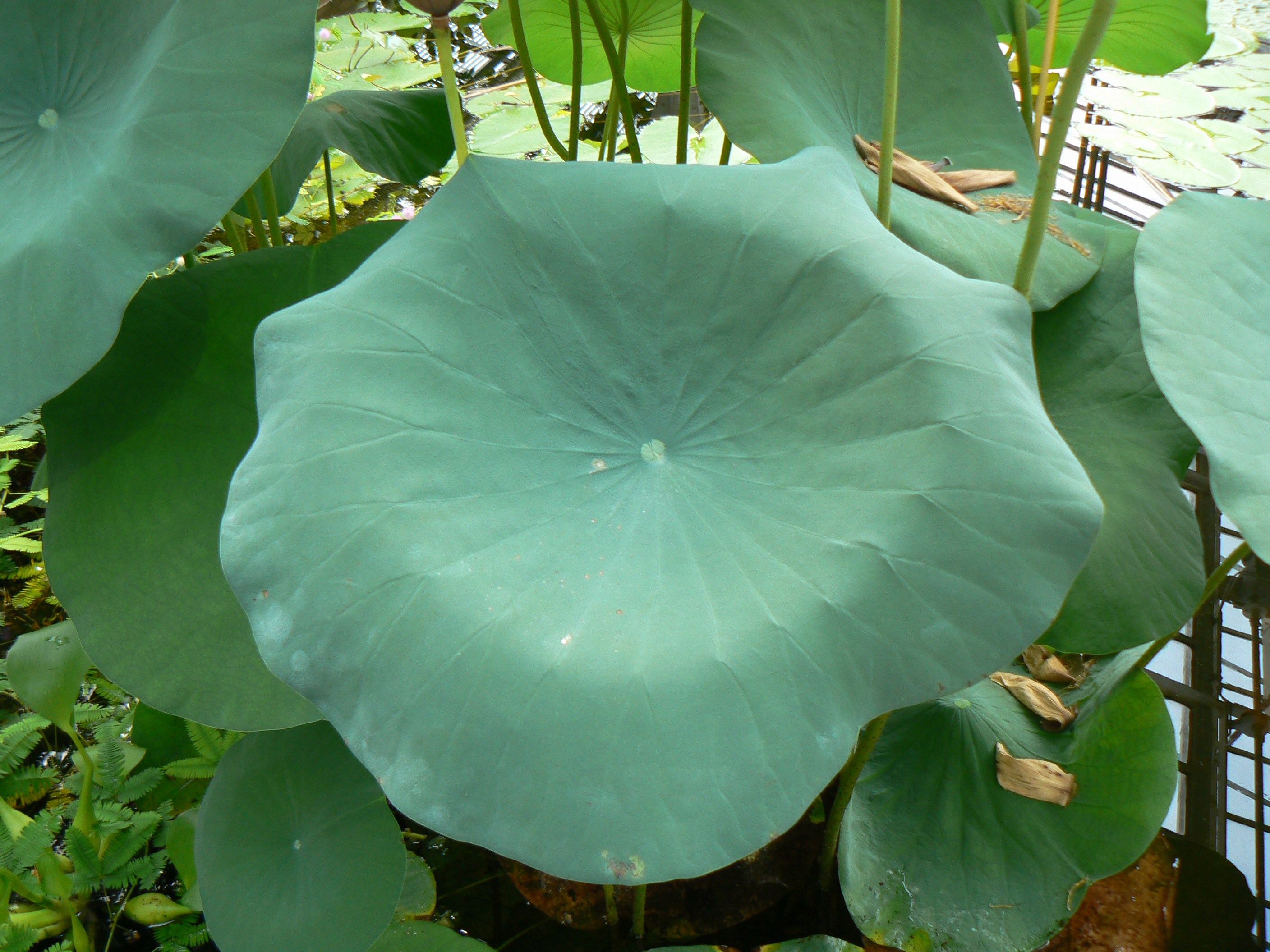
Nahaufnahme eines Lotosblattes
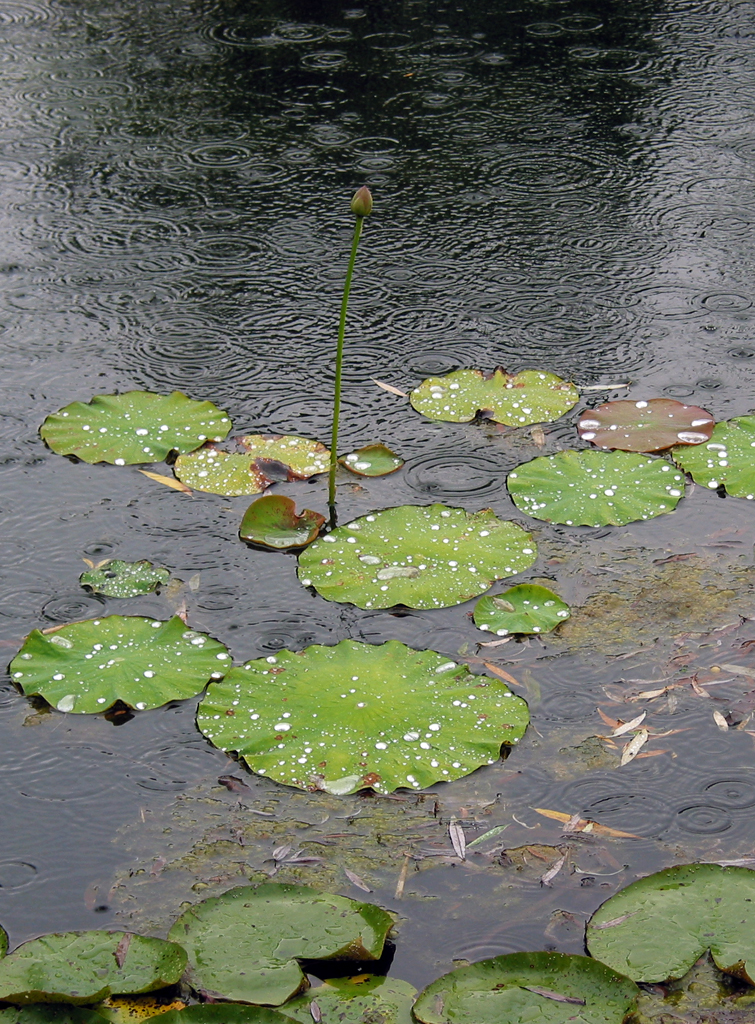
Lotosblätter im Regen: Auf den Lotosblättern bilden sich silbrig glänzende Regentropfen (Bildmitte), die Blätter der normalen Seerose (unterer Bildrand) werden komplett vom Wasser benetzt
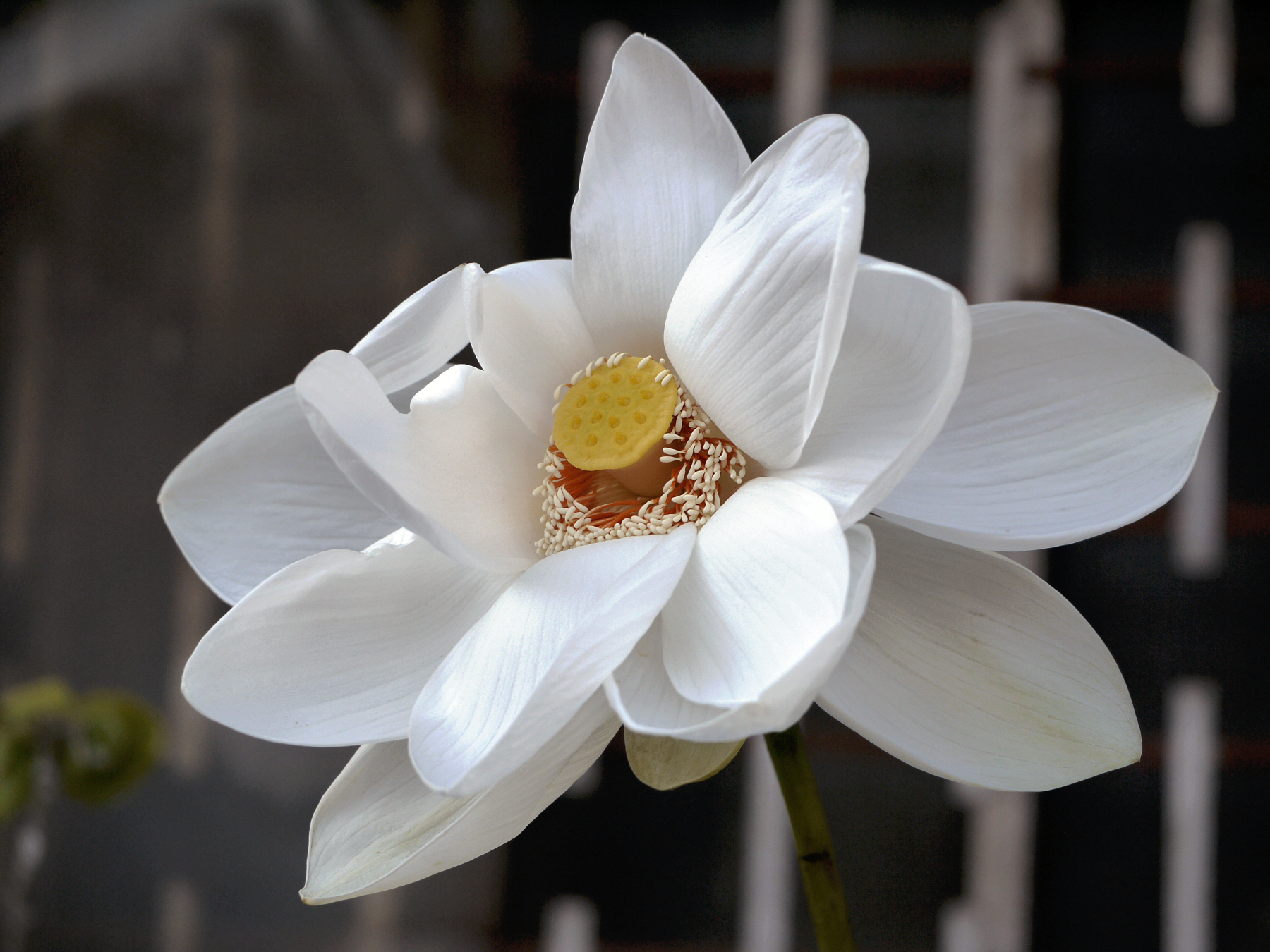
Weiße Lotosblüte
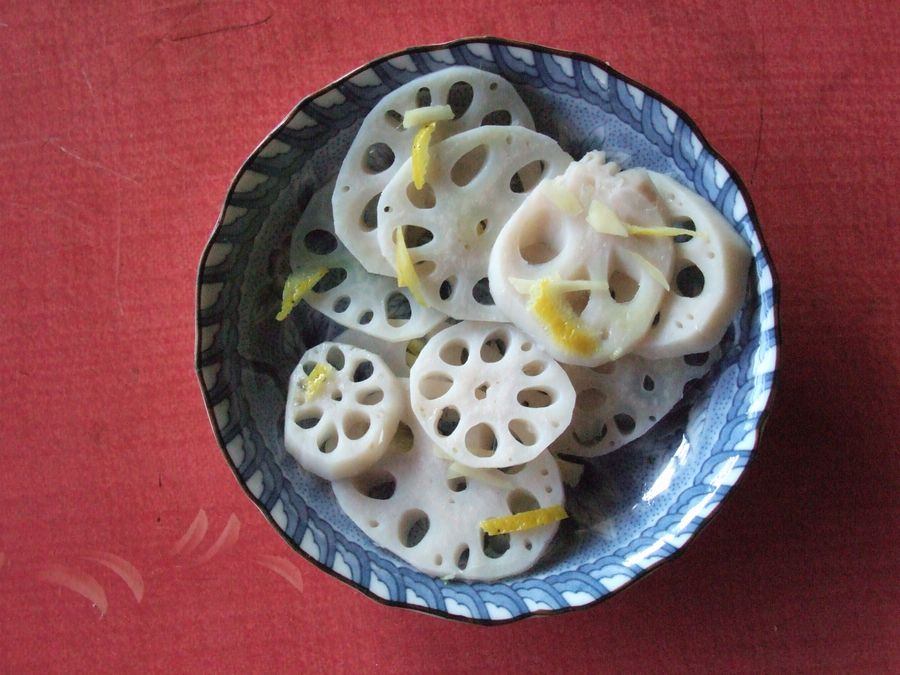
In Essig eingelegte Lotoswurzel mit Ingwer und Zitrone, wie sie in Japan gegessen wird
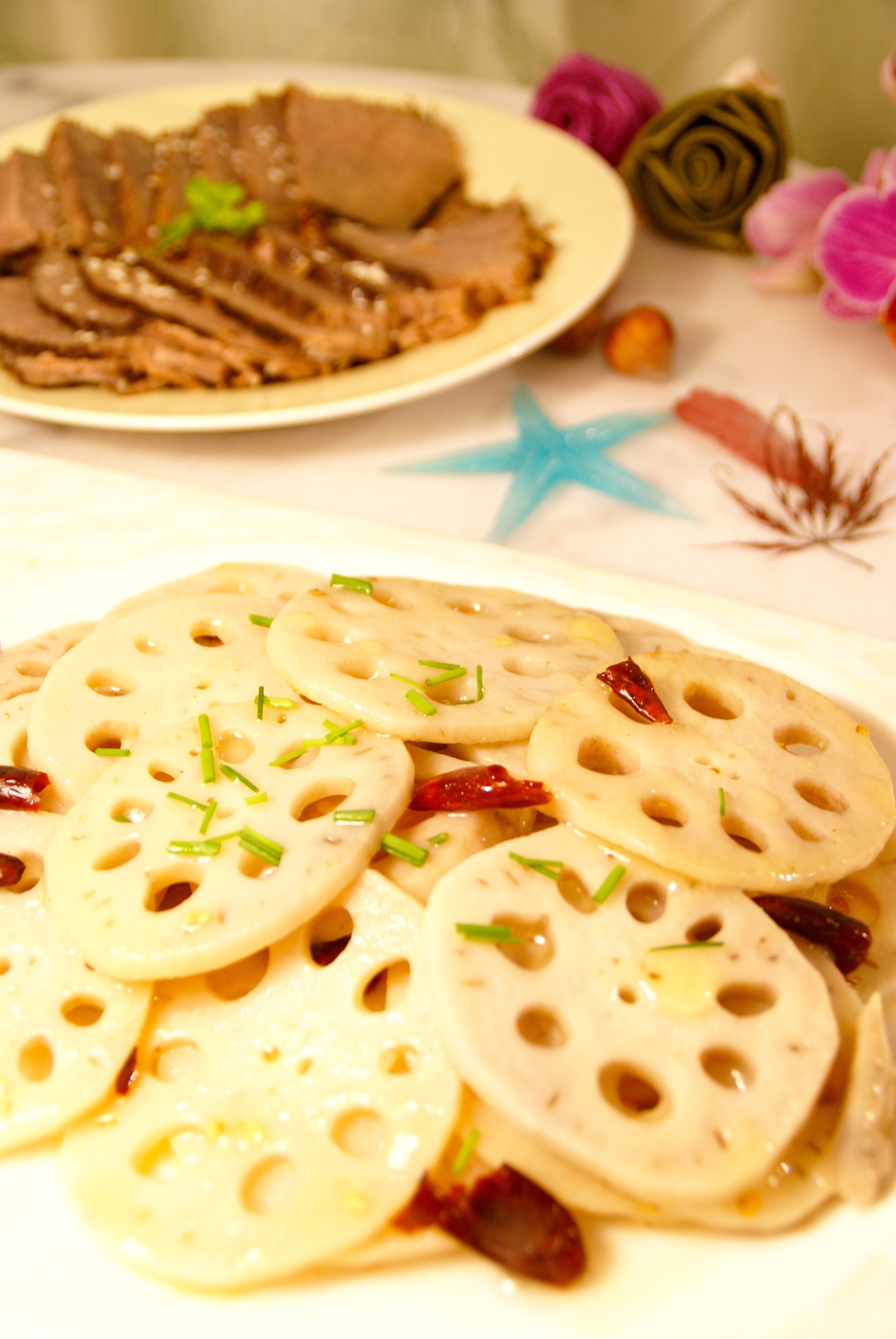
Gebratene Lotoswurzelscheiben in China